# 19e cérémonie des Golden Globes
La 19e cérémonie des Golden Globes a eu lieu le 5 mars 1962, récompensant les films et séries diffusés en 1961 et les professionnels s'étant distingués cette année-là.

## Palmarès
Les lauréats sont indiqués ci-dessous en premier de chaque catégorie et en caractères gras.

### Cinéma

#### Meilleur film dramatique
- Les Canons de Navarone (The Guns Of Navarone)
  - La Fièvre dans le sang (Splendor in the Grass)
  - Jugement à Nuremberg (Judgment at Nuremberg)
  - Le Cid (El Cid)
  - Fanny

#### Meilleur film de comédie
La récompense avait déjà été décernée.
- A Majority of One
  - Diamants sur canapé (Breakfast at Tiffany's)
  - Un, deux, trois (One, Two, Three)
  - La Fiancée de papa (The Parent Trap)
  - Milliardaire pour un jour (Pocketful of Miracles)

#### Meilleur film musical
La récompense avait déjà été décernée.
- West Side Story
  - Babes in Toyland
  - Au rythme des tambours fleuris (Flower Drum Song)

#### Meilleur réalisateur
- Stanley Kramer pour Jugement à Nuremberg (Judgment at Nuremberg)
  - William Wyler pour La Rumeur (The Children's Hour)
  - Anthony Mann pour Le Cid (El Cid)
  - J. Lee Thompson pour Les Canons de Navarone (The Guns Of Navarone)
  - Robert Wise et Jerome Robbins pour West Side Story

#### Meilleur acteur dans un film dramatique
- Maximilian Schell pour le rôle de Hans Rolfe dans Jugement à Nuremberg (Judgment at Nuremberg) ♕
  - Warren Beatty pour le rôle de Bud Stamper dans La Fièvre dans le sang (Splendor in the Grass)
  - Maurice Chevalier pour le rôle d'Honoré Panisse dans Fanny
  - Paul Newman pour le rôle d'Eddie Felson, dit « Eddie Vite-Fait » dans L'Arnaqueur (The Hustler)
  - Sidney Poitier pour le rôle de Walter Lee Younger dans Un raisin au soleil (A Raisin in the Sun)

#### Meilleure actrice dans un film dramatique
- Geraldine Page pour le rôle d'Alma Winemiller dans Été et Fumées (Summer and Smoke)
  - Leslie Caron pour le rôle de Fanny Cabanisse dans Fanny
  - Shirley MacLaine pour le rôle de Martha Dobie dans La Rumeur (The Children's Hour)
  - Claudia McNeil pour le rôle de Lena Younger dans Un raisin au soleil (A Raisin in the Sun)
  - Natalie Wood pour le rôle de Wilma Dean 'Deanie' Loomis dans La Fièvre dans le sang (Splendor in the Grass)

#### Meilleur acteur dans un film musical ou une comédie
- Glenn Ford pour le rôle de Dave le gandin dans Milliardaire pour un jour (Pocketful of Miracles)
  - Fred Astaire pour le rôle de Biddeford 'Pogo' Poole dans Mon Séducteur de père (The Pleasure of His Company)
  - Richard Beymer pour le rôle de Tony dans West Side Story
  - Bob Hope pour le rôle d'Adam J. Niles dans L'Américaine et l'Amour (Bachelor in Paradise)
  - Fred MacMurray pour le rôle du Prof. Ned Brainard dans Monte là-d'ssus (The Absent-Minded Professor)

#### Meilleure actrice dans un film musical ou une comédie
La récompense avait déjà été décernée.
- Rosalind Russell pour le rôle de Mrs. Bertha Jacoby dans A Majority of One
  - Bette Davis pour le rôle d'"Apple" Annie dans Milliardaire pour un jour (Pocketful of Miracles)
  - Audrey Hepburn pour le rôle d'Holly Golightly dans Diamants sur canapé (Breakfast at Tiffany's)
  - Hayley Mills pour les rôles de Sharon McKendrick & Susan Evers dans La Fiancée de papa (The Parent Trap)
  - Miyoshi Umeki pour le rôle de Mei Li dans Au rythme des tambours fleuris (Flower Drum Song)

#### Meilleur acteur dans un second rôle
- George Chakiris pour le rôle de Bernardo dans West Side Story
  - Montgomery Clift pour le rôle de Rudolph Petersen dans Jugement à Nuremberg (Judgment at Nuremberg)
  - Jackie Gleason pour le rôle de Minnesota Fats dans L'Arnaqueur (The Hustler)
  - Tony Randall pour le rôle de Peter 'Pete' Ramsey dans Un pyjama pour deux (Lover Come Back)
  - George C. Scott pour le rôle de Bert Gordon dans L'Arnaqueur (The Hustler)

#### Meilleure actrice dans un second rôle
- Rita Moreno pour le rôle d'Anita dans West Side Story
  - Fay Bainter pour le rôle d'Amelia Tilford dans La Rumeur (The Children's Hour)
  - Judy Garland pour le rôle d'Irene Hoffman dans Jugement à Nuremberg (Judgment at Nuremberg)
  - Lotte Lenya pour le rôle de Contessa dans Le Visage du plaisir (The Roman Spring of Mrs. Stone)
  - Pamela Tiffin pour le rôle de Scarlet Hazeltine dans Un, deux, trois (One, Two, Three)

#### Meilleure chanson originale
- "Town Without Pity" interprétée par Gene Pitney – Ville sans pitié (Town Without Pity)

#### Meilleure musique de film
- Les Canons de Navarone (The Guns Of Navarone) – Dimitri Tiomkin
- Le Cid (El Cid) – Miklós Rózsa
- Fanny – Harold Rome
- Le Roi des rois (King of Kings) – Miklós Rózsa
- Été et Fumées (Summer and Smoke) – Elmer Bernstein

#### Golden Globe de la révélation masculine de l'année
La récompense avait déjà été décernée.
(ex æquo)
- Warren Beatty pour le rôle de Bud Stamper dans La Fièvre dans le sang (Splendor in the Grass)
- Bobby Darin pour le rôle de Tony dans Le Rendez-vous de septembre (Come September)
  - Richard Beymer pour le rôle de Tony dans West Side Story
  - George Chakiris pour le rôle de Bernardo dans West Side Story
  - George C. Scott pour le rôle de Bert Gordon dans L'Arnaqueur (The Hustler)

#### Golden Globe de la révélation féminine de l'année
La récompense avait déjà été décernée.
(ex æquo)
- Ann-Margret pour le rôle de Louise dans Milliardaire pour un jour
- Jane Fonda pour le rôle de June Ryder dans La Tête à l'envers ou Une gamine qui voit grand (Tall Story)
- Christine Kaufmann pour le rôle de Karin Steinhof dans Ville sans pitié (Town Without Pity)
  - Pamela Tiffin pour le rôle de Nellie Ewell dans Eté et Fumées (Summer and Smoke)
  - Cordula Trantow pour le rôle de Geli Raubal dans La Vie privée d'Hitler (Hitler)

### Télévision
Note : le symbole « ♕ » rappelle le gagnant de l'année précédente (si nomination).

#### Golden Globe de la meilleure série télévisée
La récompense avait déjà été décernée.
(ex æquo)
- What's My Line? (jeu télévisé)
- Mes trois fils (My Three Sons)'

#### Golden Globe du meilleur acteur dans une série télévisée
La récompense avait déjà été décernée.
(ex æquo)
- John Daly
- Bob Newhart

#### Golden Globe de la meilleure actrice dans une série télévisée
La récompense avait déjà été décernée.
- Pauline Fredericks

### Spéciales

#### Cecil B. DeMille Award
- Judy Garland

#### Henrietta Award
Récompensant un acteur et une actrice.
La récompense avait déjà été décernée.
- Charlton Heston
- Marilyn Monroe

#### Special Achievement Award
La récompense avait déjà été décernée.
- Samuel Bronston pour Le Cid (El Cid)

#### Golden Globe de la meilleure promotion pour l'entente internationale
La récompense avait déjà été décernée.
- A Majority of One – Mervyn LeRoy •  États-Unis
  - Le Pont vers le soleil (Bridge To The Sun) – Étienne Périer •  France /  États-Unis
  - Jugement à Nuremberg (Judgment at Nuremberg) – Stanley Kramer •  États-Unis

#### Samuel Goldwyn International Award
Récompensant un film étranger.
La récompense avait déjà été décernée.
- La ciociara •  France /  Italie
  - Harry et son valet (Harry og kammertjeneren) •  Danemark
  - La Belle Américaine •  France
  - Les Liaisons dangereuses 1960 •  France
  - Antigone (Aντιγόνη) •  Grèce
  - Rocco et ses frères (Rocco e i suoi fratelli) •  France /  Italie
  - Le Garde du corps (Yojimbo, 用心棒) •  Japon
  - Ánimas Trujano •  Mexique
  - La Marque (The Mark) •  Royaume-Uni
  - Le Brave Soldat Chvéïk (Der brave Soldat Schwejk) •  Allemagne de l'Ouest